# Bad Lausick
Bad Lausick este un oraș din landul Saxonia, Germania. Se află la o altitudine de 164 m deasupra nivelului mării. Are o suprafață de 70,03 km². Populația este de 8.005 locuitori, determinată în 30 septembrie 2019, prin actualizare statistică[*].